# Unione Sportiva Palermo 1923-1924
Questa voce raccoglie le informazioni riguardanti l'Unione Sportiva Palermo nelle competizioni ufficiali della stagione 1923-1924.

## Stagione
È di questi anni la seconda fusione societaria della storia: questa volta tocca allo Sport Club Libertas Palermo, nel gennaio a stagione in corso. La decisione venne presa dopo una riunione fra i presidenti Valentino Colombo e Salvatore Mongiovì, quest'ultimo anche dirigente di una società in difficoltà economiche.
In quest'annata in Prima Divisione e sempre militante nella sezione siciliana, il Palermo, in data 9 marzo 1924 a Messina, batte 2-3 il Messina in uno spareggio, valido per la vittoria del proprio girone regionale, stupendo grazie anche a una doppietta dei rosanero del giovane e incontenibile attaccante austriaco Turk, dato che entrambe le squadre terminarono il torneo a pari punti e, perlopiù, con l'equale numero di reti realizzate e subite, approdando nuovamente alle Semifinali di Lega Sud, dove però arriva quarto ed ultimo nella classifica finale della fase interregionale B, con tre pareggi e tre sconfitte in sei partite, per un totale di tre punti ottenuti.
Il 5 novembre 1923 il Palermo fu invitato dal console italiano a Tunisi per il primo match internazionale della sua storia: battendo 3-1 i Rangers del Marocco i rosanero vinsero il Torneo di Tunisi.

## Rosa
Presidente: Michele Ultveggio
| N. |                   | Ruolo | Calciatore          |
| -- | ----------------- | ----- | ------------------- |
|    | Italia (bandiera) | P     | Tricomi             |
|    | Italia (bandiera) | P     | De Lucia            |
|    | Italia (bandiera) | P     | Righi               |
|    | Italia (bandiera) | D     | Mineo               |
|    | Italia (bandiera) | D     | Giuseppe Pirandello |
|    | Italia (bandiera) | D     | Mannino             |
|    | Italia (bandiera) | D     | Ferro               |
|    | Italia (bandiera) | C     | Nuvolari            |
|    | Italia (bandiera) | C     | Urso (III)          |
|    | Italia (bandiera) | C     | Severino            |
|    | Italia (bandiera) | C     | Quartana            |
|    | Italia (bandiera) | C     | Sichera             |

| N. |                   | Ruolo | Calciatore        |
| -- | ----------------- | ----- | ----------------- |
|    | Italia (bandiera) | C     | Aliotta           |
|    | Italia (bandiera) | A     | Gorgone           |
|    | Italia (bandiera) | A     | Ermenegildo Negri |
|    | Italia (bandiera) | A     | Turk              |
|    | Italia (bandiera) | A     | Carollo           |
|    | Italia (bandiera) | A     | Maddalena         |
|    | Italia (bandiera) |       | Berra             |
|    | Italia (bandiera) |       | Zangara           |
|    | Italia (bandiera) |       | Casini            |
|    | Italia (bandiera) |       | Ferrero           |
|    | Italia (bandiera) |       | Oliva             |

## Risultati

### Prima Divisione

#### Sezione siciliana
| Arbitro: | Galassi (Roma) |

|                         |           |             |
| Maddalena 28’ Negri 73’ | Marcatori | 42’ Pannuti |

| Arbitro: | Argento (Napoli) |

|          |           |  |
| Sada 63’ | Marcatori |  |

#### Spareggio per le Semifinali interregionali
| Arbitro: | Galassi (Roma) |

|                                |           |                         |
| Antiga 37’ (rig.) La Bruna 70’ | Marcatori | 20’, 55’ Turk 83’ Negri |

### Semifinali interregionali

#### Girone B

##### Girone di andata
| Arbitro: | Mannerucci (Bari) |

|             |           |           |
| Valente 55’ | Marcatori | 38’ Negri |

| Arbitro: | Cugnini (Ancona) |

|                        |           |                             |
| Turk ?’ (rig.) Ferrero | Marcatori | 47’, ?’ Degni Caimmi Mattei |

| Arbitro: | Comandini (Roma) |

|                     |           |                      |
| Lo Prieno I 7’, 74’ | Marcatori | 18’ Aliotta 72’ Turk |

##### Girone di ritorno
| Arbitro: | Baldoni |

|          |           |             |
| Turk 75’ | Marcatori | 30’ Valente |

| Arbitro: | Senes (Napoli) |

|                                                |           |      |
| Lo Prete ?’, 77’ Rovida 30’ Degni 44’ Alice II | Marcatori | Turk |

| Arbitro: | Guidi |

|                |           |                             |
| Negri Urso III | Marcatori | 1’ Carrano I ?’, ?’ Manzoni |

## Statistiche

### Statistiche di squadra
| Competizione                          | Punti | In casa | In casa | In casa | In casa | In casa | In casa | In trasferta | In trasferta | In trasferta | In trasferta | In trasferta | In trasferta | Totale | Totale | Totale | Totale | Totale | Totale | DR |
| Competizione                          | Punti | G       | V       | N       | P       | Gf      | Gs      | G            | V            | N            | P            | Gf           | Gs           | G      | V      | N      | P      | Gf     | Gs     | DR |
| ------------------------------------- | ----- | ------- | ------- | ------- | ------- | ------- | ------- | ------------ | ------------ | ------------ | ------------ | ------------ | ------------ | ------ | ------ | ------ | ------ | ------ | ------ | -- |
| Prima Divisione - Sezione siciliana   | 2     | 1       | 1       | 0       | 0       | 2       | 1       | 2            | 1            | 0            | 1            | 0            | 1            | 3      | 2      | 0      | 1      | 5      | 4      | +1 |
| Prima Divisione - Semifinali girone B | 3     | 3       | 0       | 1       | 2       | 0       | 2       | 3            | 0            | 2            | 1            | 0            | 1            | 6      | 0      | 3      | 3      | 9      | 16     | −7 |
| Totale                                | -     | 4       | 1       | 1       | 2       | 2       | 3       | 4            | 0            | 2            | 2            | 0            | 2            | 9      | 2      | 3      | 4      | 14     | 20     | -6 |

### Statistiche dei giocatori
| Giocatore     | Prima Divisione | Prima Divisione |
| Giocatore     | Presenze        | Reti            |
| ------------- | --------------- | --------------- |
| Aliotta       | 9               | 1               |
| Berra         | 2               | 0               |
| Casini        | 2               | 0               |
| De Lucia      | 3               | -4              |
| Ferrero       | 5               | 0               |
| Ferro         | 2               | 0               |
| Gorgone       | 3               | 0               |
| Maddalena     | 3               | 1               |
| Mannino       | 4               | 0               |
| Mineo         | 6               | 0               |
| E. Negri      | 9               | 4               |
| Nuvolari      | 7               | 0               |
| Oliva         | 1               | 0               |
| G. Pirandello | 7               | 0               |
| Righi         | 3               | -9              |
| Severino      | 8               | 0               |
| Sichera       | 4               | 0               |
| Tricomi       | 3               | -7              |
| Turk          | 9               | 7               |
| Urso (III)    | 9               | 1               |